# Aaron Burr mlajši

Aaron Burr mlajši, ameriški častnik, odvetnik in politik, * 6. februar 1756, Newark, New Jersey, † 14. september 1836, Port Richmond, Staten Island, New York.
Burr je bil senator ZDA iz New Yorka (1791–1797) in podpredsednik ZDA (1801–1805).